# Hilary Bell
Hilary Bell, född 19 juli 1966 i Stratford-upon-Avon, England, är en australisk dramatiker och manusförfattare.

## Biografi
Hilary Bell är utbildad vid Juilliard Playwrights' Studio i New York, det australiska National Institute of Dramatic Art (NIDA) och Australian Film, Television and Radio School. Som dramatiker debuterade hon med Conversations With Jesus som hade premiär i Sydney 1988. Hennes genombrottspjäs var Wolf Lullaby (Ohörda rop) som uppfördes av Griffin Theatre i Sydney 1996. Hon har skrivit flera musikalmanus, däribland The Wedding Song, komponerad av Douglas Stephen Rae som hade premiär i Sydney 1994. Hon har också skrivit libretto till operan Mrs President komponerad av Victoria Bond som hade premiär på Anchorage Opera i Alaska 2012. Hon har vunnit ett flertal australiska priser, däribland Australian Writer Guilds pris för bästa musikteatermanus.
I Sverige har Ohörda rop (Wolf Lullaby) spelats av Helsingborgs stadsteater 2001 i översättning av Jacob Hirdwall och regi av Anna Potter.